# Mayu (シンガーソングライター)
Mayu（まゆ、1994年4月30日 - ）は、日本の女性シンガーソングライター。神奈川県横浜市出身。

## 来歴

### デビュー前
2009年10月に音楽塾ヴォイスの東京校入塾。
2012年、地元横浜でエレキギター片手にライブ活動を開始。約1年間の武者修行の後、活動拠点を都内へ拡大。
エレキギター弾き語りからバンド編成まで、様々なスタイルでライブを行う。
2015年1月、メジャーデビューに向けて自ら業界へのプレゼンを謳った、初の自主企画公演「目指せ!! メジャー・デビュー プレゼンライブ大作戦 〜はじまりのはじまり〜」を開催。服飾学校とのコラボ、毎週更新の動画コンテンツなど、多岐に渡る活動を経て、300人キャパの会場を埋め尽くした。
2015年3月9日よりアーティスト名義を「ワタナベマユ」から「Mayu」に改名。 同年春には自身初の東名阪ライブハウス・ツアー「Mayuです! バンドでゆく、改名ごあいさツアー!!」を開催。
ライブ会場限定販売のミニ・アルバム「POP!TICK!ROCK!」は手売りのみで約800枚を達成。
ミランダ・カー主演のサントリーの黒烏龍茶のCMにて「古い日記/和田アキ子」のカバー曲の歌唱を担当。 更に、オリジナル楽曲「KISSED MY DREAM」が韓国映画作品「A Midsummer’s Fantasia」のティザートレーラー挿入歌に起用。また、NHK連続テレビ小説「まれ」にも劇中の歌番組に出演する。
2015年11月11日には全国流通盤(タワーレコード限定)のミニ・アルバム「POP!TICK!ROCK! more special!!」をリリース。
Mayu自身のプロデュースよる島村楽器オリジナルブランドであるHISTORYとKAMINARI GUITARSがコラボレーションのエレクトリックギター「KAMINARI GUITARS×HISTORY KH-CYGNET(シグネット)」が2016年4月3日に発売。
ALSOK のCMソングにて歌唱を担当。
ミュージカル「虹色オーケストラ Music Story 『透明のシンフォニー』」にてヒビキ役を務める。

## 人物
5歳の時にダンスを始めて、そのダンスで使っていた曲が音楽との出会い。
ジャネット・ジャクソンやTLCなど、ポップなダンスミュージックを良く聴いていた。
ダンスの送り迎えの車の中で母親が聴いていた曲を口ずさむようになり、歌うことがとても気持ち良くて、歌が大好きになる。
車の中で歌っていた曲は、宇多田ヒカル、BoA、大塚愛が多かった。
女の子がギターを弾いているというのをあまり見たことがなかったので、YUIを見た時に衝撃と影響を受けてアコギを始める。
また、中学生くらいの時、兄が銀杏BOYZとかBUMP OF CHICKENを聴いていて、それにも影響を受けた。
ギターを買ったのは中学生になった時で、既存の曲を弾いて歌うだけではなく、自分で作った曲を歌いたいと思うようになる。
その後、家で弾き語りをしたり、ギターを習ったり、曲を書いたりしていた。
曲を作り始めたのは中学3年生の時。
作曲を教えてくれるスクールにも通い、そこでギターも教えてもらう。
高校時代は軽音部に所属。
楽曲制作は、基本的には自分でギター一本で弾いて、その後にパソコンでビートや音を入れる。
これは絶対に入れたいというものをまず入れてから、サポートバンドのメンバーやスタッフに送って練っていく。
メロディの良い曲が好きであり、自分の曲もメロディの良さを一番に意識している。
言葉もメロディとリズムにマッチするように、歌っても聴いても気持ち良いものになるようにしている。
自分ができなくてやりたいことを曲に託すことはある。
「KISSED MY DREAM」は高校生のときに書いた曲。
映画が好きあり、映画のエンディングで流れてくる曲が好きで、自分でもそういうのが作りたいと常日頃思っている。
「スワロウテイル」のような、ミュージシャンが出演していたり、映画音楽を手掛けている作品が好き。
目標にしていたシンガーは、宇多田ヒカル、YUKI、Chara。
愛用のギターストラップには、Capturing Coutureの「Peruvian Cream 2″ (GTR20-PVCR)」がある。

## ディスコグラフィ

### アルバム

#### ミニ・アルバム
| 発売日         | タイトル                      | 規格 | 規格品番                                 |
| -------------- | ----------------------------- | ---- | ---------------------------------------- |
| 2015年11月11日 | POP!TICK!ROCK! more special!! | CD   | XQIY-91202（タワーレコード限定リリース） |
| 2017年2月17日  | Day and Night!!               | CD   | DSMA-9217（ライブ会場限定販売）          |
| 2017年12月9日  | Young Life                    | CD   | -                                        |

#### 自主制作盤
| 発売日        | タイトル           | 規格 | 規格品番                | 収録曲                                                 |
| ------------- | ------------------ | ---- | ----------------------- | ------------------------------------------------------ |
| 2014年3月17日 | イントロダクション | CD   | -（ライブ会場限定販売） | ミッドナイトに行かないと/ゲリラ豪雨と街角              |
| 2015年1月23日 | POP!TICK!ROCK!     | CD   | -（ライブ会場限定販売） | 深夜バス/ほろよいヒロイン/KISSED MY DREAM/ステレオラブ |

#### 参加作品
| 発売日        | タイトル                            | 規格                 | 規格品番 |
| ------------- | ----------------------------------- | -------------------- | -------- |
| 2017年1月10日 | 虹色オーケストラ 透明のシンフォニー | CD(舞台会場先行発売) | TRO_04   |

## ライブ

### 参加ライブ
- 2012年12月08日 『MUSIC HOURS』 (代官山LOOP)
- 2012年12月20日 『Let the Girls Sing』 (名古屋BL cafe)
- 2014年04月11日 GARAGE 20th Anniversary「RAM Show」 (下北沢GARAGE)
- 2014年05月18日 サンドクロック ワンマンライブ2days 『”おふたり Pop Noodle” ～ぼくらの二日間戦争～』 (渋谷7th FLOOR)
- 2014年05月22日 「MIX UP」 (新宿MARZ)
- 2014年05月28日 『SMA SHOWCASE 2014～輝け！日本エスエムエー新人賞ケース～』 (渋谷WWW)
- 2014年06月03日 新星☆披露場~Synse Hero ver.~ (渋谷RUIDO K2)
- 2014年06月12日 「trad vol.4」 (新宿MARZ)
- 2014年06月27日 ALLaNHiLLZ×shibuya eggman presents 『HaLLELUJaH-ハレルヤ-vol.29』 (渋谷eggman)
- 2014年07月09日 片平里菜 あの場所で偶然　弾き語りツアー2014 (磔磔)
- 2014年07月29日 ”NEW GENERATION” #06 (下北沢Shelter)
- 2014年09月18日 「New Sensations」 (代々木Zher the ZOO)
- 2014年10月11日 MINAMI WHEEL 2014 (FM802リスナーセンター)
- 2014年10月12日 「ワタナベマユ ライブ＆トーク」 (南港ATCホール)
- 2014年11月14日 『札幌ストック！昼顔より夜の大人の顔を見せてよ？』 (札幌KRAPS HALL)
- 2014年12月15日 『PopLooPop』 (代官山LOOP)
- 2014年12月17日 『Beat Happening！＠GARDEN～Next Happening is！～』 (下北沢GARDEN)
- 2014年12月21日 【伊達女魂】『百花繚乱×水魚之交』 (仙台Cafe de Lucille)
- 2014年12月21日 『HiLiNE WiNTER FES 2014　-仙台まちなか芸術祭-』 (仙台enn 3rd)
- 2015年01月29日 JANUS presents "Magic Time vol.5" (心斎橋JANUS)
- 2015年05月22日 MUSIC REVOLUTION in morioka (the five morioka)
- 2015年05月23日 MUSIC REVOLUTION in sendai (仙台Darwin)
- 2015年06月09日 RS_WASEDA presents ”Unbirthday” vol.1 (渋谷TSUTAYA O-nest)
- 2015年07月02日 Laguna 7th anniversary special!!!「Minnie the Moocher!!!」 (下北沢Laguna)
- 2015年07月16日 『UNITY』 (下北沢GARDEN)
- 2015年07月28日 JANUS presents『Paint it,Pink!!』 (心斎橋JANUS)
- 2015年08月13日 『MUSIC HOURS』 (代官山LOOP)
- 2015年08月16日 『＄クラ！』 (下北沢THREE / BASEMENT BAR)
- 2015年08月21日 『聴くライブ』 by YOKOHAMA STAGE (関内ホール 小ホール)
- 2015年08月22日 DISK GARAGE MUSIC MONSTER-2015 summer- (TSUTAYA O-EAST・TSUTAYA O-WEST・duo MUSIC EXCHANGE・TSUTAYA O-Crest･ TSUTAYA O-nest・7th Floor)
- 2015年09月08日 CLUB UPSET 10th ANNIVERSARY 『大感謝祭 4DAY’S』-day.2- (名古屋CLUB UPSET)
- 2015年10月04日 『YOYOGI Seesaw Festival 2015』“3会場往来イベント” (Zher the ZOO YOYOGI/LIVE labo YOYOGI/MUSE音楽院本館)
- 2015年10月24日 『SEA SIDE HEAVEN ～中華街ふらりツアー!!2015～』 (Club Lizard Yokohama/F.A.D YOKOHAMA/福龍酒家/横浜マリンタワー)
- 2015年11月14日 『サウンドメッセin大阪2015』 (南港 ATCホール)
- 2015年11月22日　『下北沢にて'15』 (GARDEN/251/BASEMENT BAR/THREE/CaveBe/MOSAiC/DaisyBar/Laguna/Studio BAYD ※計９会場+野外ステージ他)
- 2015年12月04日 カムロバウンス×shibuya eggman presents 『6th★Communication ～あなたを師走にします。～』(渋谷eggman)
- 2015年12月23日 『HiLiNE WiNTER FES 2015 -仙台まちなか芸術祭-』 (SENDAI CLUB JUNK BOX / HooK SENDAI)
- 2015年12月26日 FMヨコハマ YOKOHAMA MUSIC AWARD presents 『TOWER OF MUSIC vol.72』 (横浜マリンタワー)
- 2015年12月30日 DISK GARAGE presents『BORDERLESS 2015』 (TSUTAYA O-WEST)
- 2016年01月06日 『DRIVE IN SHELTER』 (下北沢SHELTER)
- 2016年02月16日 『colors』 (渋谷LOOP annex)
- 2016年03月24日 下北沢SHELTER PRESENTS『DRIVE IN SHELTER』 (下北沢SHELTER)
- 2016年05月02日 『音編み』 (吉祥寺STAR PINE'S CAFE)
- 2016年05月08日 第16回『神戸新開地音楽祭』 (神戸新開地音楽祭 メインステージ)
- 2016年05月17日 『MUSIC HOURS』 (渋谷LOOP annex)
- 2016年05月26日 Beat Happening！下北沢５DAYS最終日『超楽曲派達』 (下北沢BASEMENT BAR)
- 2016年06月04日 Eggs presents『SAKAE SP-RING 2016』 (cme HIGASHISAKURA STUDIO)
- 2016年06月28日 MONSTER GIRL MUSIC&DRAMA LIVE vol.0 RIVER (南青山マンダラ)
- 2016年06月29日 OKMusic×新宿SAMURAI presents (新宿SAMURAI)
- 2016年07月07日 『Beat Happening！POPの掟MAX！』 (下北沢BASEMENT BAR)
- 2016年07月15日 ASTRO HALL presents 『“Me-You♪sic ☆Girl’s LIVE！☆ ”』 (原宿ASTRO HALL)
- 2016年08月11日 ガールズトーク presents 「YMBK GIRL」 (渋谷チェルシーホテル)
- 2016年08月20日 武井麻里子&おのしのぶ企画『DIY女子祭り vol.2』 (原宿ストロボカフェ)
- 2016年08月25日 音霊OTODAMA SEA STUDIO 『浜辺から2016』 2部 (音霊OTODAMA SEA STUDIO)
- 2016年09月25日 16Honda祭り (Honda 四輪R&Dセンター)
- 2016年11月05日 楽器フェア2016 (東京ビッグサイト 西1・2)
- 2016年11月06日 HOTLINE2016 ジャパンファイナル (恵比寿 The Garden Hall)
- 2016年11月19日 ナカムラリョウ生誕35周年記念会合 (渋谷UNDER DEER Lounge)
- 2016年12月16日 HiLiNE WiNTER FES 2016 ―仙台まちなか芸術祭・5th anniversary ― (仙台 MACANA)
- 2017年01月20日 CHELSEA HOTEL PRESENTS「情動JUNKTION」 (渋谷チェルシーホテル)
- 2017年02月01日 フリージアとショコラ 2017 (Shibuya duo MUSIC EXCHANGE)
- 2017年02月13日 Club Lizard Yokohama 15th Anniversary!!～いままでありがとう～ (Club Lizard Yokohama)
- 2017年03月09日 新宿SAMURAI×クラッキ pre『新宿蔵一揆 vol.4』 (新宿SAMURAI)
- 2017年03月11日 劇団ハーベスト ファンミーティング『激談！ハーベスト！ vol.2』 (アトリエファンファーレ東新宿)
- 2017年04月05日 女の子と音楽 (渋谷 o-nest)
- 2017年04月24日 アソビタリナイ (代官山LOOP)
- 2017年05月14日 ガールズトークフェスティバル2017 (渋谷チェルシーホテル)
- 2017年06月04日 SAKAE SP-RING2017 (愛知県 TOYS)
- 2017年06月11日 clubEARTH 11th Anniversary (新木場Studio Coast)
- 2017年06月23日 Red-light Vestiges (Shibuya duo MUSIC EXCHANGE)
- 2017年07月14日 Make Happy!! (代官山LOOP)
- 2017年07月25日 劇団ハーベスト第11回公演『杜町ペッパージャム』DVD発売記念イベント「カムバック！ベコタンズ！」 (東新宿SAMURAI)
- 2017年09月16日 Girl's UP!!! vol.211 (渋谷eggman)
- 2017年10月09日 HUG ROCK FESTIVAL 2017 体育の日 (渋谷宇田川町界隈 12会場 渋谷GARRET)
- 2017年11月01日 Recitation 〜Daikanyama LOOP 9th Anniversary〜 (代官山LOOP)
- 2017年11月06日 (渋谷Lush)
- 2017年11月13日 下北沢レコードpresents “Sings in the Birdcage” (下北沢440)
- 2017年12月22日 Around and Around!!! (下北沢Laguna)
- 2018年01月11日 ココロイロドル (代官山LOOP)
- 2018年02月10日 なみだ藍『虚と花』リリースイベント 東京編 (mona records)
- 2018年03月14日 微笑みの爆宴 (代官山LOOP)
- 2018年06月21日 “sarlight”vol.20 (F.A.D YOKOHAMA)
- 2018年06月18日 nanami × Mayu × aozora 3man Live (下北沢440)
- 2018年05月16日 Girl’s UP!!! vol.233 (渋谷eggman)
- 2018年06月18日 nanami×Mayu×aozora 3man Live (下北沢440)
- 2018年06月21日 “sarlight”vol.20(F.A.D YOKOHAMA)
- 2018年06月27日 CASPA presents キャンプファイヤー ～青春をともに～ Vol3(LIVE labo YOYOGI)
- 2018年07月25日 Getting Better Presents  ROCKA vol.3 (下北沢Basement Bar)
- 2018年08月31日 宿題は会えない時間で (下北沢 風知空知)
- 2018年09月27日 メガホンナイト 2018 Autumn (渋谷LOFT HEAVEN)

## 出演

### テレビ
- 連続テレビ小説「まれ」(劇中での音楽番組に出演 第20週 第119話 2015年8月14日 NHK)[40]
- あっぱれ!KANAGAWA大行進 平塚市 (2015年11月7日 tvk)[41]
- あっぱれ!KANAGAWA大行進 2015-2016 年またぎスペシャル (2015年12月31日 tvk)[注 1][42][43]
- あっぱれ!KANAGAWA大行進 増刊号⑥ (2015年3月12日 tvk)[注 2][44]
- あっぱれ!KANAGAWA大行進 鎌倉市（201812年月2日）
- あっぱれ!KANAGAWA大行進 増刊号（2018年3月24日）
- あっぱれ!KANAGAWA大行進 横須賀市（2018年4月28日）
- あっぱれ!KANAGAWA大行進 秋じゃないけど収穫祭　特設ステージ（2018年5月26日）
- あっぱれ!KANAGAWA大行進 増刊号（2018年6月2日）
- サタハピしずおか 「おとりっぷ♪」 (2016年8月27日 静岡朝日テレビ)[45][46][47]

### CM
- サントリー 黒烏龍茶『とんかつ』篇 (CMソング歌唱担当)[12]
- サントリー 黒烏龍茶『チキン』篇 (CMソング歌唱担当)[13]
- サントリー 黒烏龍茶『コロッケ』篇 (CMソング歌唱担当)[14]
- サントリー 黒烏龍茶『コロッケつくる』篇 (CMソング歌唱担当)[15]
- ALSOK 『スーパー・サンバ』篇 (CMソング歌唱担当)[18]
- サントリー 黒烏龍茶『コロッケ食べる』篇 (CMソング歌唱担当)[16]

### ラジオ
- YOKOHAMA RADIO APARTMENT 「カタコトラジオ」(2015年10月29日 ゲスト出演 FMヨコハマ)[48]
- 林青空 「アオゾラウタ」(2019年7月10日 ゲスト出演 FM TOKYO)[49]

### 舞台
- 虹色オーケストラ Music Story 『透明のシンフォニー』 (2016年12月29日 埼玉・大宮ソニックシティ大ホール、2017年1月7日 大阪・オリックス劇場) - ヒビキ役[19][20]
- 劇団ハーベスト第11回公演『杜町ペッパージャム』 (2017年3月22日〜26日 東京都・アトリエファンファーレ東新宿) - ゆい子役

### 映画
- 韓国映画作品「A Midsummer’s Fantasia[17]」のティザー映像挿入歌に「KISSED MY DREAM」が起用

### Web
- 1フレーズガール さすらい / 奥田民生 (covered by Mayu)[50]
- ポッキー × 1フレーズガール (ワタナベマユ編)[51]
- 楽天カード: 人生のしおりになるカード 加藤行宏監督「お父さん、娘とギターを買いに行く」[52]
- 島村楽器のギター情報発見サイト ギタセレ(Guitar Selection) - Mayu 特集記事[53]
  1. 【Mayuの選択】これからギターを始める人のための楽器選び【ギタリスト応援宣言“I Love Guitar”】[54]
  2. 【Mayuの提唱】エレキギターを弾くならアンプを使おう -Mayu的ビギナーズ・アンプ5選- 【ギタリスト応援宣言“I Love Guitar”】[55]
  3. 【Mayuの提言】楽器はメンテナンスも大切!　メンテナンス必須アイテム【ギタリスト応援宣言“I Love Guitar”】[56]
  4. 【Mayuの提案】上達してきたら次はコレ!　-Mayu的エフェクター6選- 【ギタリスト応援宣言“I Love Guitar”】[57]
  5. 【Mayuの変身】脱初心者ギターを狙え　-Mayu的脱初心者ギター5選!-【ギタリスト応援宣言“I Love Guitar”】[58]
  6. 【Mayuの挑戦】スタジオで音を出そう!　-初めてのスタジオ練習- 【ギタリスト応援宣言“I Love Guitar”】(最終回) [59]
- Mayu ZINE vol.1 offshot (2016年9月13日 flickr)[60][61][62][63]

### その他
- 配信 Mayu SHOW - 不定期開催
  - 配信 Mayu SHOW Vol.1 (2016年9月6日 動画配信アプリ「Periscope」)[64][65]
  - 配信 Mayu SHOW Vol.2 (2016年9月12日 動画配信アプリ「Periscope」)[66][67]
  - 配信 Mayu SHOW Vol.3 (2016年10月3日 動画配信アプリ「Periscope」)[68][69]
  - 配信 Mayu SHOW Vol.4 ～宇宙初新曲発表会しかも3曲～ (2016年10月18日 ニコニコ生放送)[注 3][70][71]
  - 配信 Mayu SHOW Vol.5 ～念押し新曲発表会の巻～ (2016年10月24日 ニコニコ生放送)[72][73]
  - 配信 Mayu SHOW Vol.6 ～新曲MVみんなでできるかな 詳細発表～ (2016年11月7日 ニコニコ生放送)[74][75]
  - 配信 Mayu SHOW Vol.7 (2016年12月5日 ニコニコ生放送)[76][77]
  - 配信 Mayu SHOW Vol.8 (2017年1月9日 動画配信アプリ「Periscope」)[78]
  - 配信 Mayu SHOW Vol.9 (2017年1月25日 動画配信アプリ「Periscope」)[79]
  - 配信 Mayu SHOW Vol.10 (2017年2月6日 動画配信アプリ「Periscope」)[80]
  - 配信 Mayu SHOW vol.11 〜ワンマンありがとう振り返り会〜 (2017年2月19日 動画配信アプリ「Periscope」)[81][82]
  - 配信 Mayu SHOW Vol.12 (2017年3月13日 動画配信アプリ「Periscope」)[83]
  - 配信 Mayu SHOW Vol.13 (2017年3月22日 動画配信アプリ「Periscope」)[84]
  - 配信 Mayu SHOW Vol.14 (2017年5月11日 動画配信アプリ「Periscope」)[85]
  - 配信 Mayu SHOW Vol.15 〜サマーカバーナイト〜 (2017年8月21日 動画配信アプリ「Periscope」)[86]
  - 配信 Mayu SHOW Vol.16 (2017年12月06日 動画配信アプリ「Periscope」)[87]